# Магнит Аптека
«Магни́т Аптека» — российская сеть магазинов дрогери, имеющая в своём составе 862 магазина. Принадлежит торговой сети «Магнит».

## История
11 июля 2017 года состоялось открытие первых аптек. Первая аптека была открыта в городе Краснодар, улица Сормовская 204 к6. 
Работают аптеки с 9:00 до 23:00. На 2023 год открыто 862 аптеки по всей России. Предоставлено в аптеке более 3,5 тысяч товаров.
В августе 2024 года была открыта 1000-я аптека в городе Сочи, Виноградный пер 2.

## См.также
- Магнит (сеть магазинов)
- Аптека